# Bassano Bresciano
Bassano Bresciano (Basà in dialetto bresciano) è un comune italiano di 2 353 abitanti della provincia di Brescia in Lombardia.

## Geografia fisica
Il territorio di Bassano Bresciano è pianeggiante e caratterizzato dalla campagna. Il mercato agricolo, infatti, rappresenta la principale fonte di ricchezza. Intorno al comune non mancano, però, diverse industrie che si sono sviluppate negli anni intorno al territorio. 
Sono presenti, infine, numerose cascine tipiche della Pianura Padana.

### Clima
Il clima a Bassano Bresciano è mite e moderato, con piovosità significativa durante tutto l'anno.
La temperatura media annuale è di 13,8 °C, essendo luglio il mese con temperature più alte (29,8 °C) e gennaio il mese con temperature più basse (-0,2 °C).
La piovosità media annuale è di 1007 mm. In particolare le piogge sono più scarse nel mese di gennaio (52 mm) e più abbondanti nel mese di settembre (111 mm).
| [ 5 ]               | Mesi | Mesi | Mesi | Mesi | Mesi | Mesi | Mesi | Mesi | Mesi | Mesi | Mesi | Mesi | Stagioni | Stagioni | Stagioni | Stagioni | Anno  |
| [ 5 ]               | Gen  | Feb  | Mar  | Apr  | Mag  | Giu  | Lug  | Ago  | Set  | Ott  | Nov  | Dic  | Inv      | Pri      | Est      | Aut      | Anno  |
| ------------------- | ---- | ---- | ---- | ---- | ---- | ---- | ---- | ---- | ---- | ---- | ---- | ---- | -------- | -------- | -------- | -------- | ----- |
| T. max. media (°C)  | 7,1  | 9,4  | 14,3 | 18,3 | 22,8 | 27,5 | 29,8 | 29,2 | 23,9 | 18,4 | 12,3 | 7,4  | 8,0      | 18,5     | 28,8     | 18,2     | 18,4  |
| T. min. media (°C)  | −0,2 | 0,5  | 3,8  | 7,8  | 12,2 | 16,9 | 19,4 | 19,3 | 15,1 | 10,9 | 5,7  | 0,8  | 0,4      | 7,9      | 18,5     | 10,6     | 9,4   |
| Precipitazioni (mm) | 52   | 56   | 63   | 89   | 100  | 91   | 74   | 91   | 111  | 107  | 111  | 62   | 170      | 252      | 256      | 329      | 1 007 |

## Storia
Il nome Bassano Bresciano deriva dal sostantivo "basso" che significa terra piana.
In epoca romana da Bassano passava la via Brixiana, strada romana consolare che metteva in comunicazione il porto fluviale di Cremona (lat. Cremona), che si trovava lungo il fiume Po (lat. Padus), con Brescia (lat. Brixia), da cui passavano diverse strade romane che si diramavano verso l'intera Gallia Cisalpina (lat. Gallia Cisalpina).
La parrocchia di San Michele Arcangelo, edificata probabilmente all'interno di un castello nel 400 d.C., sembrerebbe attestare la presenza dei longobardi nella zona.
Dal 1427 Bassano Bresciano viene conteso tra i Veneziani e i Milanesi. Questi ultimi occupano il paese nell'agosto del 1483, ma vengono cacciati dai veneti nel settembre dello stesso anno. Nel '400 la famiglia Luzzago costruisce la roggia per irrigare i numerosi campi coltivati.

### Simboli
Lo stemma e il gonfalone sono stati concessi con D.P.R. del 3 novembre 1987.
Il gonfalone è un drappo partito di rosso e di azzurro.

## Monumenti e luoghi d'interesse

### Parrocchia di San Michele Arcangelo
La chiesa di San Michele Arcangelo si trova in piazza Roma e risale al XV secolo. Il venerabile Alessandro Luzzago rappresenta uno dei maggiori promotori della costruzione della chiesa. 
Nel 1581 il cardinale Carlo Borromeo ordina al comune di concludere la costruzione e fa aggiungere, alla navata centrale, la navata sud. 
La chiesa viene consacrata l'8 maggio, non si sa di quale mese o di quale anno.
La lunghezza attuale della chiesa è di 36 metri, mentre la larghezza è di 14,50 metri, il presbiterio è largo 6,50 metri.
La pianta è longitudinale a tre navate, la chiesa ha cinque altari, la cupola, il battistero e il campanile. Vi erano conservati i dipinti delle Via Crucis di scuola tiepolesca, ora custodite presso il Museo Diocesano di Arte Sacra. 
Degna di menzione è la piccola statua lignea di San Rocco realizzata dallo scultore bresciano Stefano Lamberti.

## Società

### Evoluzione demografica
Abitanti censiti

## Cultura
Il comune è sede dell'osservatorio astronomico denominato Osservatorio Bassano Bresciano. L'osservatorio ha scoperto vari pianetini, il primo di questi è stato dedicato al paese: 6460 Bassano.

## Amministrazione
| Periodo        | Periodo        | Primo cittadino         | Partito                       | Carica  | Note |
| -------------- | -------------- | ----------------------- | ----------------------------- | ------- | ---- |
| 4 giugno 1985  | 24 aprile 1995 | Giovanni Maria Mombelli | DC                            | Sindaco |      |
| 24 aprile 1995 | 14 giugno 2004 | Giacomo Pini            | lista civica                  | Sindaco |      |
| 14 giugno 2004 | 8 giugno 2009  | Luca Stassaldi          | lista civica                  | Sindaco |      |
| 8 giugno 2009  | 27 maggio 2019 | Giovanni Paolo Seniga   | lista civica di centro-destra | Sindaco |      |
| 27 maggio 2019 | in carica      | Michele Sbaraini        | lista civica di centro-destra | Sindaco |      |